# マルグリット・ブールジョワ
マルグリット・ブールジョワ（Marguerite Bourgeoys, 1620年4月17日 - 1700年1月12日）は、フランス出身のカナダの教育活動家。カトリック教会の聖人。
カトリック教会の聖人暦では、1月12日をマルグリット・ブールジョワの日と定めている。

## 生涯
1620年4月17日、フランスのトロワにて生まれる。その日にサン・ジャン・オ・マルシュ教会で洗礼を受ける。1640年10月7日、ロザリオの聖母の祝日に行なわれた行列の際、聖母像が輝く奇跡を見たといい、この日以来トロワのノートルダム修道会の外部会員となり、教育活動を開始する。1653年、33歳の時、単身でヌーヴェル・フランス（現在のカナダ）に渡航する。1658年、同地にて最初の学校を設立し、フランスからの移民らの教育に携わる。またキリスト教精神を理念に、当時としては珍しかった性別、人種によらない平等な教育の場を提供し、女子教育、先住民族の教育に寄与した。1676年、コングレガシオン・ド・ノートルダム修道会を設立する。従来の修道会の禁域にとらわれない活動によって布教と教育の拡がりをみせた。1700年1月12日、80歳で死去した。
1982年10月31日、教皇ヨハネ・パウロ2世によって列聖された。

## コングレガシオン・ド・ノートルダム修道会
コングレガシオン・ド・ノートルダム修道会は、マルグリット・ブールジョワによって設立された修道会である。教育活動に重点を置く修道会で、2011年現在、世界9か国（カナダ、アメリカ、ホンジュラス、グアテマラ、エルサルバドル、パラグアイ、フランス、カメルーン、日本）に拠点を持つ。